# Данжу, Жан
Жан Данжу (фр. Jean Danjou; 15 апреля 1828, Шалабр — 30 апреля 1863, Камарон-де-Техеда, Мексика) — офицер французского Иностранного легиона.

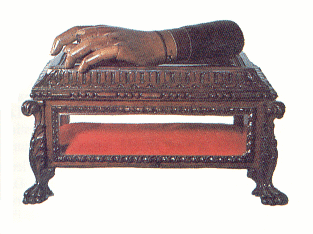
Протез руки Жана Данжу

Родился в Шалабре, небольшой деревне в предгорьях Пиренеев на юге Франции. Его отец был офицером, а его мать владела фабрикой сукна. Он был четвёртым ребёнком из восьми детей. После окончания начальной школы в возрасте 15 лет начал работать на семейном предприятии. В 1847 году он поступил в Особую военную школу Сен-Сир. После её окончания Жан Данжу был назначен в 51-й линейный пехотный полк. В 1852 году поступил на службу в Иностранный легион. 1 мая 1853 года в ходе экспедиции в Алжир ружьё взорвалось в руках Данжу и он потерял левую руку. Не желая смириться с инвалидностью, Жан Данжу, используя деревянный протез, продолжал служить в армии. Протез хранится в музее Иностранного легиона в Обане и является его реликвией. Капитан известен своей храбростью, проявленной во время сражения в Камероне. Он вошёл в историю как пример поведения легионера.
Жан Данжу стал кавалером Ордена Почётного легиона.